# Koos Postema
Jacobus Gerrit (Koos) Postema (Rotterdam, 17 augustus 1932) is een Nederlands verslaggever en presentator.

## Biografie
Koos Postema werd geboren in Rotterdam als zoon van een trambestuurder. Zijn vader overleed toen hij vier jaar was en na het bombardement op Rotterdam verhuisde het gezin in 1940 naar Vlaardingen. Postema behaalde het diploma van de Rotterdamse kweekschool en ging – na militaire dienst – als leraar aan de slag aan een Vormingsinstituut voor werkende jongeren in Rotterdam. Hij stond daar vijf jaar voor de klas.
In 1959 schreef Postema, op aanraden van klasgenoot Bram van Erkel, als redacteur teksten voor het AVRO-radioprogramma Minjon onder leiding van Gerrit den Braber. Een jaar later solliciteerde hij bij de VARA-radio. Daar begon hij op 1 mei 1960 als verslaggever bij het VARA-radioprogramma Dingen van de dag. De overstap naar televisie werd gemaakt in 1963 toen hij verslaggever werd bij het programma Achter het Nieuws. In een programma van alle omroepen tijdens de Elfstedentocht van 1963 deed hij vanuit de studio in Bussum, stevig rokend, de verslaggeving van deze legendarische Elfstedentocht. In 1969 kreeg Postema een eigen praatprogramma, Een klein uur U, waarvoor hij datzelfde jaar al de Zilveren Nipkowschijf won. In 1971 veranderde het programma in Een groot uur U, met spraakmakende en taboedoorbrekende uitzendingen over abortus, anticonceptiepil, hulp bij zelfdoding, transseksualiteit en een geruchtmakende uitzending over pedofilie met oud-Eerste Kamerlid van de PvdA en verzamelaar van kinderpornografie Edward Brongersma.
In 1975 werd Postema voorlichter van de gemeente Rotterdam, maar al na vier weken keerde hij terug bij de VARA. Van 7 oktober 1977 tot 25 september 1979 was hij centrale presentator van VARA-Visie naast W.L.Brugsma. Vanaf 1980 ging hij ook werken voor de NOS. Postema was commentator bij de uitzending van de troonswisseling in 1980 met Jaap van Meekren. In het seizoen 1984-1985 presenteerde hij op zaterdagmiddag, met als assistente Astrid Joosten, het praatprogramma Bij Koos. Een van de succesvolste programma's die Postema in die tijd bij de publieke omroep maakte, was Klasgenoten. Aanvankelijk gebeurde dit voor de VARA, later voor Veronica. Het programma liep van 1985 tot 1989, waarna Postema zich bij Joop van den Ende voegde om programma's voor de nooit van de grond gekomen zender TV10 te maken. Uiteindelijk bracht het hem bij RTL 4. Van Klasgenoten werden uiteindelijk 175 afleveringen gemaakt.
In 1996 stortte Postema zich in het avontuur van de sportzender Sport 7. Het station bleek verliesgevend en was na vier maanden weer uit de lucht. Het leek even het einde van zijn televisiecarrière. Nadat hij op zijn 65ste verjaardag in een documentaire van NOVA had laten weten graag weer aan de slag te willen, kreeg hij een baan aangeboden bij de RVU. Daar maakte hij vanaf 1998 een serie programma's. Daarnaast ging hij werken voor het Rotterdamse station Radio Rijnmond. Later werd hij gevraagd met name in het congressencircuit, als dagvoorzitter, discussieleider of presentator. Voor het seniorentijdschrift Plus schrijft hij een maandelijkse column. Ook was Postema soms tafelheer of forumlid in De Wereld Draait Door.
In 2011 presenteerde Postema weer eens een eigen programma. Het betrof de 5-delige serie 60 jaar Oranje op TV voor de NOS.
Op zijn tachtigste verjaardag kreeg hij in het Media Park te Hilversum een eigen Koos Postemalaan.
Sinds 2012 verzorgt Postema in het programma Tijd voor MAX van Omroep MAX de wekelijkse rubriek Televisie uit blik over historische beelden uit het archief van Beeld en Geluid. Ook presenteert hij sinds dat jaar wekelijks voor Omroep MAX het programma MAX TV Wijzer.
In 2012 speelde hij bovendien in de speelfilm Het bombardement een rolletje als dominee. In het programma Kunststof TV beaamde hij dat dit zijn acteerdebuut was, maar dat is niet helemaal waar. Hij had al eens een cameo in Toen was geluk heel gewoon en was in de jaren zestig al te zien als zichzelf in Ja zuster, nee zuster, waarin hij op straat Opa (Leen Jongewaard) interviewde.
In 2020 maakte Postema een podcast over de Tweede Wereldoorlog.
Koos Postema is sinds september 2020 weduwnaar, hij heeft twee dochters en vijf kleinkinderen.

## Lijst van televisieprogramma's
- Samenwerkende Omroepen
  - Elfstedentocht (1963) - verslaggever
  - Eén voor Afrika (1984)

- VARA
  - Achter het Nieuws (1963-1969) - verslaggever
  - Een klein uur U (1969-1971)
  - Zomaar een zomeravond (1969-1971)
  - Een groot uur U (1971-1979)
  - VARA-Visie (1977-1979)
  - Bij Koos (1984-1986)
  - Ontbijt met Koos (1985)
  - Klasgenoten (1985-1986)

- NOS
  - Landelijke intocht van Sinterklaas (1979)
  - Den Haag Vandaag (begin jaren 80)
  - Verkiezingsuitzendingen (jaren 80)
  - Olympisch Ontbijt (1984 en 1988)
  - Commentator bij de televisie-uitzending van de inhuldigingsceremonie voor koningin Beatrix in 1980.
  - 60 jaar Oranje op tv (2011)
- Veronica
  - Klasgenoten (1986-1989)
  - Op leven en dood (1989)

- RTL 4
  - Klasgenoten (1990-1994)
  - Met hart en ziel (1991)
  - Geldwijzer (1992)
  - Kans voor een kind (1992 en 1994)
  - De keus van Koos (begin jaren 90)
  - Postema op pad (1992-1995)
  - Nationale tv-actie watersnood 1995 (1995)
  - U beslist (1996)

- Sport 7
  - Sport & Beeld (1996)
  - Voetbal 7 (1996)

- RVU
  - Uitgestapt (1998)
  - Werken aan werk (1998)
  - Kaap de goede Hoop (1998-1999)
  - Dossier Weerwerk (1999-2000)
  - Koos Postema ter plekke (1999-2000)
  - Het Referendum (2000)

- NOS en TROS
  - Studio 2 (2001-2002)

- Omroep MAX
  - MAX TV Wijzer (2012-2015)

## Lijst van radioprogramma's
- Dingen van de dag (1960-1962, VARA) - verslaggever
- Langs de Lijn (1977-1989, NOS)
- Met het Oog op Morgen (NOS)
- Radio Tour de France (1973 als verslaggever, 1979-1988 als presentator, NOS)
- Radio Tour de France Extra (1988, Veronica)
- diverse programma's voor Radio Rijnmond

## Onderscheidingen
- 1971 - Zilveren Nipkowschijf voor Een klein uur U
- 1991 - Ridder in de Orde van Oranje-Nassau

- Digitale Bibliotheek voor de Nederlandse Letteren: post083